# Boston-Marathon 2008
Der Boston-Marathon 2008 war die 112. Ausgabe der jährlich stattfindenden Laufveranstaltung in Boston, Vereinigte Staaten. Der Marathon fand am 21. April 2008 statt und war der zweite World Marathon Majors des Jahres.
Bei den Männern gewann Robert Kipkoech Cheruiyot in 2:07:46 h und bei den Frauen Dire Tune in 2:25:25 h.

## Ergebnisse

### Männer
| Platz | Athlet                    | Land               | Zeit (h) |
| ----- | ------------------------- | ------------------ | -------- |
| 01    | Robert Kipkoech Cheruiyot | Kenia              | 2:07:46  |
| 02    | Abderrahime Bouramdane    | Marokko            | 2:09:04  |
| 03    | Khalid El Boumlili        | Marokko            | 2:10:35  |
| 04    | Gashaw Asfaw              | Äthiopien          | 2:10:47  |
| 05    | Kasime Adillo             | Äthiopien          | 2:12:24  |
| 06    | Timothy Cherigat          | Kenia              | 2:14:13  |
| 07    | Christopher Cheboiboch    | Kenia              | 2:14:47  |
| 08    | James Kipsang Kwambai     | Kenia              | 2:16:07  |
| 09    | James Koskei              | Kenia              | 2:16:07  |
| 10    | Nicholas Arciniaga        | Vereinigte Staaten | 2:16:13  |

### Frauen
| Platz | Athletin             | Land               | Zeit (h) |
| ----- | -------------------- | ------------------ | -------- |
| 01    | Dire Tune            | Äthiopien          | 2:25:25  |
| 02    | Alewtina Biktimirowa | Russland           | 2:25:27  |
| 03    | Rita Jeptoo Sitienei | Kenia              | 2:26:34  |
| 04    | Jeļena Prokopčuka    | Lettland           | 2:28:12  |
| 05    | Magarsa Assale       | Äthiopien          | 2:29:48  |
| 06    | Bruna Genovese       | Italien            | 2:30:52  |
| 07    | Nuța Olaru           | Rumänien           | 2:33:56  |
| 08    | Robe Tola Guta       | Äthiopien          | 2:34:37  |
| 09    | Lidija Grigorjewa    | Russland           | 2:35:37  |
| 10    | Stephanie Hood       | Vereinigte Staaten | 2:44:44  |